# Leonel López
Leonel López González (ur. 24 maja 1994 w Zacoalco de Torres) – meksykański piłkarz występujący na pozycji środkowego lub defensywnego pomocnika, od 2023 roku zawodnik boliwijskiego Club The Strongest.